# إمارة أنهالت-دورنبورغ
إمارة أنهالت دورنبورغ تقع فيما يعرف اليوم بألمانيا، جزءاً من أمارات أنهالت-أسكانيا، تم إنشاؤها في عام 1667 بعد وفاة الأمير يوهان السادس وتقسيم أنهالت-تسربست مع إنشاء أنهالت-موهلينغن جنبًا إلى جنب مع أنهالت-دورنبورغ لأبناء الأمير يوهان السادس الأصغر سنًا، استمرت الإمارة حتى عام 1742 عندما ورث الأمراء كريستيان أوغست ويوهان لودفيغ الثاني أنهالت تسربست.

## الحكام
- يوهان لودفيغ الأول 1667–1704.
- يوهان لودفيغ الثاني 1704-1742.
- يوهان أوغست 1704–1709 (المناصفة).
- كريستيان لودفيغ 1704–1710 (المناصفة).
- جون فريدريك 1704–1742 (المناصفة).
- كريستيان أوغسطس 1704–1742 (المناصفة).

اتحدت مع أنهالت تسربست عام 1742.